# Elverum kirke
Elverum kirke är en kyrkobyggnad i Elverums kommun i Innlandet fylke, Norge. Kyrkan ligger i samhället Elverum. Runt kyrkan finns en kyrkogård och 300 meter sydväst om kyrkan finns en prästgård.

## Kyrkobyggnaden
En kyrka i Elverum har funnits sedan medeltiden. En liten stavkyrka med kyrkogård antas ha legat där Triangelparken finns idag. Under Nordiska sjuårskriget plundrades kyrkan på allt av värde. Kyrkan förföll ytterligare på 1600-talet, men nya inventarier tillkom.
Nuvarande kyrka är en timrad korskyrka som uppfördes av Even Baardset efter ritningar av Nicolai Gustav Sandberg. I juli 1736 stod kyrkan under tak och ett år senare hade ett kyrktorn byggts av Svend Tråseth. 28 januari 1738 invigdes kyrkan och fick namnat Vår Frelsers kirke.
Träkyrkan har en korsformad planform där alla korsarmar täcks av sadeltak. Vid västra korsarmen finns kyrktorn med vapenhus och ingång.

## Inventarier
- Ett krucifix över koringången är från 1300-talet.
- Predikstolen och dopfunten är gjorda av Nils Hansen Engen och Ole Gundersen.
- Nuvarande orgel tillkom år 2007 och är tillverkad av Ryde & Berg Orgelbyggeri.